# Tibor Berczelly
Tibor Berczelly (ur. 3 stycznia 1912 w Budapeszcie, zm. 15 października 1990 tamże) – węgierski szablista i florecista, wielokrotny medalista igrzysk olimpijskich i mistrzostw świata.
Początkowo uprawiał kilka sportów: lekkoatletykę, pływanie i łyżwiarstwo. Szermierkę zaczął trenować w wieku 17 lat. Po ukończeniu Akademii Wojskowej Cesarzowej Ludwiki otrzymał przydział w stopniu porucznika piechoty. W czasie II wojny światowej trafił na front z 22. Pułkiem Piechoty, we wrześniu 1944 został ranny w Galicji. Po pobycie w szpitalu w Wiedniu nie powrócił do służby. Po przejściu Węgier na stronę aliantów Berczelly zgłosił się do nowej armii, wkrótce awansując do stopnia majora. Z armii zwolniony został w 1946.
Na igrzyskach olimpijskich w Berlinie w 1936 roku wspólnie z Aladárem Gerevichem, Pálem Kovácsem, Endre Kabosem, László Rajcsányim i Imre Rajczym zdobył złoty medal w szabli drużynowej. Po zakończeniu II wojny światowej wystartował na igrzyskach olimpijskich w Londynie w 1948 roku, gdzie Aladár Gerevich, Tibor Berczelly, Rudolf Kárpáti, Pál Kovács, László Rajcsányi i Bertalan Papp wywalczyli drużynowo złoty medal. W turnieju szabli indywidualnej dotarł do półfinału. Brał też udział w igrzyskach olimpijskich w Helsinkach w 1952 roku, zdobywając trzy medale. Najpierw wspólnie z Endre Tillim, Aladárem Gerevichem, Endre Palóczem, Lajosem Maszlayem i Józsefem Sákovicsem był trzeci we florecie drużynowym. Następnie Węgrzy w składzie: Gerevich, Berczelly, Kárpáti, Kovács, Rajcsányi i Papp zdobyli kolejne złoto w szabli drużynowej. Ponadto wywalczył brązowy medal w szabli indywidualnej. W rundzie finałowej wygrał pięć z ośmiu pojedynków i uplasował się za Kovácsem i Gerevichem.
Podczas mistrzostw świata w Lozannie w 1935 roku razem z Gerevichem, Kabosem, Maszlayem, Rajcsányim i Rajczym wywalczył złoty medal w szabli drużynowej. W tej samej konkurencji zdobywał następnie złote medale na mistrzostwach świata w Paryżu (1937), mistrzostwach świata w Sztokholmie (1951), mistrzostwach świata w Brukseli (1953) i mistrzostwach świata w Luksemburgu (1954). Ponadto wywalczył dwa medale w turniejach indywidualnych: srebrny na MŚ 1937 (za Pálem Kovácsem) i brązowy na MŚ 1954 (za Rudolfem Kárpátim i Pálem Kovácsem).
Jeszcze w trakcie aktywnej kariery podjął pracę w Narodowym Banku Węgier. Następnie pracował jako instruktor szermierki w Akademii Wychowania Fizycznego. Od 1964 roku pracował jako trener.